# Mátramindszent
Mátramindszent è un comune dell'Ungheria di 925 abitanti (dati 2001). È situato nella contea di Nógrád.